# Michele II d'Epiro
Michele II Ducas (... – 1271) è stato un militare bizantino fu despota d'Epiro dal 1230 al 1271.

## Biografia

### Il regno
Succedette a Teodoro I d'Epiro, dopo che questi fu catturato dai Bulgari. L'Epiro non si riprese mai completamente dalla sconfitta. Michele II perse Tessalonica a favore dell'impero di Nicea, per tentare di contrastare l'impero avversario, nel 1246 si alleò con l'impero Latino contro i niceani.
Nel 1248 Giovanni III Ducas Vatatze costrinse Michele a riconoscerlo come imperatore bizantino ed in cambio lo riconobbe despota d'Epiro.

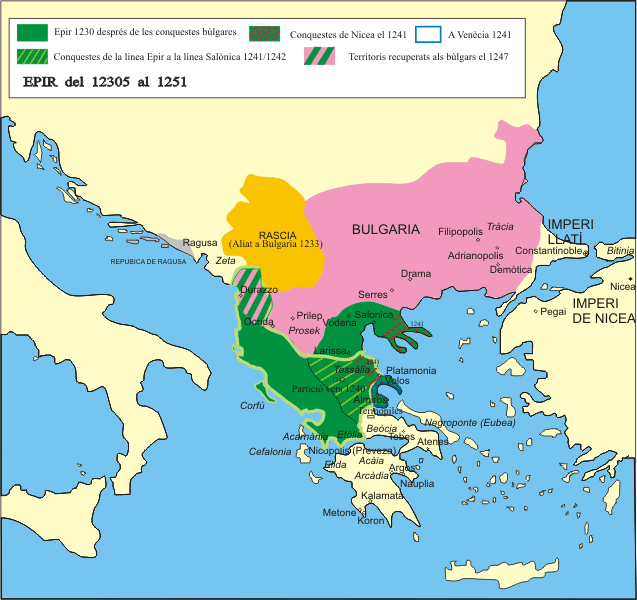
Il despotato dell'Epiro dall'1230 fino al 1251.

La nipote di Giovanni Maria sposò il figlio di Michele Niceforo; inoltre, nello stesso anno, la figlia di Michele II, Anna, sposò Guglielmo II di Villehardouin, principe d'Acaia, Michele II preferì onorare quest'alleanza che quella con Giovanni III. Egli fu sconfitto nel conflitto seguente, e il vecchio despota Teodoro I fu nuovamente catturato, morendo in prigionia.
Teodoro II Lascaris, il nuovo imperatore di Nicea, si alleò con Michele II, ed i loro rispettivi figli, promessi sposi da Giovanni III molti anni prima, si sposarono nel 1256; Teodoro Ducas ricevette in cambio Durazzo. Michele II non accettò il trasferimento della terra e l'anno successivo si rivoltò, sconfiggendo un'armata niceana guidata da Giorgio Acropolita.
Mentre Michele II marciava su Tessalonica fu attaccato da Manfredi di Sicilia, che conquistò l'Albania e l'isola di Corfù. Michele II allora si alleò immediatamente con lui, dandogli in moglie la figlia Elena. Dopo la morte di Teodoro II, Michele II e Manuele (fratello di Teodoro I) combatterono il nuovo co-imperatore di Nicea, Michele VIII Paleologo.
L'alleanza era molto instabile e nel 1259 Guglielmo II fu catturato durante la disastrosa battaglia di Pelagonia. Il generale niceano Alessio Strategopulo conquistò la capitale di Michele II, Arta, lasciando le sole città di Giannina e Vonitsa nelle mani di Michele II. Arta fu recuperata nel 1260 mentre Michele VIII era impegnato a progettare la conquista di Costantinopoli.

### Gli ultimi anni

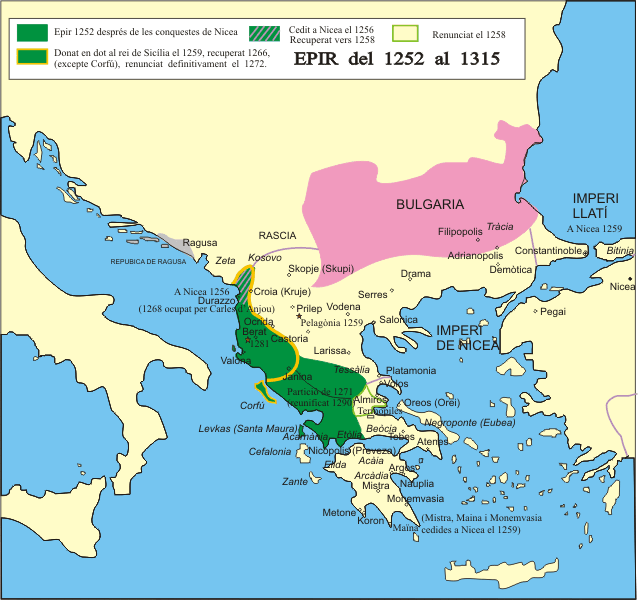
Il despotato d'Epiro dal 1252 al 1315.

Dopo la restaurazione del potere imperiale a Costantinopoli da parte di Michele VIII nel 1261, egli tartassò ripetutamente l'Epiro, costringendo il figlio di Michele II, Niceforo I d'Epiro, a sposare sua nipote Anna Cantacuzena nel 1265.
Michele VIII considerava l'Epiro uno stato vassallo, mentre Michele II e Niceforo I continuavano ad allearsi coi principi d'Acaia e con i duchi d'Atene, contro l'impero bizantino.
Nel 1271 Michele II morì e gli succedette al trono il figlio Niceforo I.

### Famiglia
Dal matrimonio con Teodora Petralife ebbe sei figli:
- Niceforo I (1240 - 1297), che successe al padre come despota d'Epiro;
- Figlia, il cui fato è sconosciuto;
- Giovanni (morto nel 1280);
- Demetrio (morto del 1304), in seguito ribattezzato Michele;
- Elena (1242 - 1271), che sposò il re Manfredi di Sicilia;
- Anna (morta nel 1286), che sposò Guglielmo II di Villehardouin, principe di Acaia, e poi Niccolò II di Saint-Omer, signore di Tebe.

Da un'amante, forse una donna della famiglia Gangreno riportata nell'agiografia di Teodora, Michele II ebbe almeno altri due figli:
- Giovanni I Ducas, che succedette come sovrano della Tessaglia e sembra essere stato il maggiore dei suoi figli
- Teodoro Ducas

## Ascendenza
|                    |   |                 | Genitori          |  |  | Nonni |  |  | Bisnonni          |  |  | Trisnonni |  |
|                    |   |                 |                   |  |  |       |  |  | Costantino Angelo |  |  | …         |  |
|                    |   |                 |                   |  |  |       |  |  | Costantino Angelo |  |  | …         |  |
|                    |   | …               |                   |  |  |       |  |  | Costantino Angelo |  |  |           |  |
| Giovanni Ducas     |   |                 |                   |  |  |       |  |  | Costantino Angelo |  |  |           |  |
|                    |   | Teodora Comnena | Alessio I Comneno |  |  |       |  |  |                   |  |  |           |  |
|                    |   | Teodora Comnena | Alessio I Comneno |  |  |       |  |  |                   |  |  |           |  |
|                    |   | Teodora Comnena | Irene Ducaena     |  |  |       |  |  |                   |  |  |           |  |
| Michele I d'Epiro  |   | Teodora Comnena |                   |  |  |       |  |  |                   |  |  |           |  |
|                    |   | …               | …                 |  |  |       |  |  |                   |  |  |           |  |
|                    |   | …               | …                 |  |  |       |  |  |                   |  |  |           |  |
|                    |   | …               | …                 |  |  |       |  |  |                   |  |  |           |  |
| …                  |   | …               |                   |  |  |       |  |  |                   |  |  |           |  |
|                    |   | …               | …                 |  |  |       |  |  |                   |  |  |           |  |
|                    |   | …               | …                 |  |  |       |  |  |                   |  |  |           |  |
|                    |   | …               | …                 |  |  |       |  |  |                   |  |  |           |  |
| Michele II d'Epiro |   | …               |                   |  |  |       |  |  |                   |  |  |           |  |
|                    | … | …               |                   |  |  |       |  |  |                   |  |  |           |  |
|                    | … | …               |                   |  |  |       |  |  |                   |  |  |           |  |
|                    | … | …               |                   |  |  |       |  |  |                   |  |  |           |  |
| …                  | … |                 |                   |  |  |       |  |  |                   |  |  |           |  |
|                    |   | …               | …                 |  |  |       |  |  |                   |  |  |           |  |
|                    |   | …               | …                 |  |  |       |  |  |                   |  |  |           |  |
|                    |   | …               | …                 |  |  |       |  |  |                   |  |  |           |  |
| Melissena          |   | …               |                   |  |  |       |  |  |                   |  |  |           |  |
|                    |   | …               | …                 |  |  |       |  |  |                   |  |  |           |  |
|                    |   | …               | …                 |  |  |       |  |  |                   |  |  |           |  |
|                    |   | …               | …                 |  |  |       |  |  |                   |  |  |           |  |
| …                  |   | …               |                   |  |  |       |  |  |                   |  |  |           |  |
|                    |   | …               | …                 |  |  |       |  |  |                   |  |  |           |  |
|                    |   | …               | …                 |  |  |       |  |  |                   |  |  |           |  |
|                    |   | …               | …                 |  |  |       |  |  |                   |  |  |           |  |
|                    |   | …               |                   |  |  |       |  |  |                   |  |  |           |  |